# 朱睦椔
奉新荣宪王朱睦椔（1492年—1536年），明朝周国荣悼世子追封周悼王朱安㶇的庶出第六子。

## 生平

### 早年
弘治十年（1497年）八月赐名。初封镇国将军。后来朱安㶇被追封为周悼王，朱睦椔的兄长周恭王朱睦㰂奏称朱安㶇作为世子去世，既然已经追封为王，朱睦椔等人也应该按追封晋靖王朱奇源之子的例子，作为王子加封为郡王。正德三年（1508年）十一月，明武宗加封朱睦椔等为郡王。正德六年（1511年）五月，武宗御奉天殿，传圣旨遣建平伯高霳、彭城伯張欽、宣城伯衛璋、武平伯陳熹、陽武侯薛倫、長寧伯周瑭、大理寺右寺丞吳世忠、定西侯蔣壑、安鄉伯張坤為正使，中書舍人黃堂、兵科給事中吳玉榮、兵部員外郎侯宜正、中書舍人牛綱、翰林院檢討穆孔暉、中書舍人李繼先、禮部員外郎宋冕、鴻臚寺左寺丞翟宗仁、中書舍人胡頤為副使，持节册封朱睦椔为奉新王。

### 受封后
正德十一年（1516年）十月，武宗遣英國公張崙、安鄉伯張坤、泰寧侯陳儒、清平伯吳傑、陳熹、通政使司右參議王萱、武靖伯趙弘澤、東寧伯焦洵、惠安伯張偉、永康侯徐源、寧陽侯陳繼祖、武進伯朱本、高霳、彰武伯楊質為正使，工科給事中翟瓚、行人司司正謝能繼、中書舍人張永齡、任鼐、鴻臚寺右寺丞吳淓、兵科給事中毛憲、周文熙、行人司行人華淳、太常寺寺丞朱天麟、中書舍人張天保、行人司行人王汝敬、中書舍人楊依澤、行人司行人呂律、禮部署員外郎主事侯綸、行人司行人鄧顯麒為副使，持節冊封西城兵馬副指揮龐琮的長女為奉新王妃。

### 去世
嘉靖十五年（1536年）卒。十七年（1538年）十二月，庶長子鎮國將軍朱勤𤈪袭封。